# Calisoga anomala
Espèce
Synonymes
- Brachythele anomala Schenkel, 1950

Calisoga anomala est une espèce d'araignées mygalomorphes de la famille des Nemesiidae.

## Distribution
Cette espèce est endémique de Californie aux États-Unis,. Elle se rencontre dans le comté de Sonoma vers Guerneville.

## Description
La femelle holotype mesure 12 mm.

## Systématique et taxinomie
Cette espèce a été décrite sous le protonyme Brachythele anomala par Schenkel en 1950. Elle est placée dans le genre Calisoga par Leavitt, Starrett, Westphal et Hedin en 2015.

## Publication originale
- Schenkel, 1950 : Spinnentiere aus dem westlichen Nordamerika, gesammelt von Dr. Hans Schenkel-Rudin. Verhandlungen der Naturforschenden Gesellschaft in Basel, vol. 61, p. 28-92.